# Gene Blakely
Pour les articles homonymes, voir Blakely.
Gene Blakely est un acteur américain né le 8 juin 1922 à Osceola, Nebraska (États-Unis), décédé le 23 novembre 1987 à Creston (Iowa).

## Filmographie

### Télévision
- 1946 : Les Quatre Filles du docteur March (Little Women) (TV)
- 1953 : Three Steps to Heaven (en) (série TV) : Bill Morgan #2
- 1963 : Rockabye the Infantry (TV) : Captain Becker
- 1983 : September Gun (it) (TV) : Merchant
- 1987 : Not Quite Human (en) (TV) : Mr. Gutman, Highschool Principal

### Cinéma
- 1959 : It Started with a Kiss de George Marshall : Cpl. Mack
- 1959 : La Bataille de la mer de Corail (Battle of the Coral Sea) de Paul Wendkos : Lt. Len Ross
- 1961 : Everything's Ducky de Don Taylor : Lt. Cmdr. Kemp
- 1965 : L'Espion aux pattes de velours (That Darn Cat!) : Cahill (FBI Agent)
- 1967 : Le sable était rouge (Beach Red) : Goldberg
- 1975 : Le Prisonnier de la seconde avenue (The Prisoner of Second Avenue) : Charlie
- 1980 : La Grosse Magouille (Used Cars) : Mr. Books
- 1985 : Murphy's Romance : Lucien Holt